# Flavin
Pour les articles homonymes, voir Dan Flavin et Martin Flavin.
Flavin est une commune française située dans le département de l'Aveyron en région Occitanie.
Le patrimoine architectural de la commune comprend un immeuble protégé au titre des monuments historiques : l'ancienne église Saint-Pierre, classée en 1988.

## Géographie

### Localisation
Flavin se trouve aux portes sud de la préfecture de l'Aveyron, Rodez. Elle est également aux portes de la vallée du Viaur sur le plateau entre Ségala et Lévezou. On dénombre, sur cette grande commune de nombreux hameaux tels Cayrac, Le Terral, Les Bastries, La Capelle Viaur, La Vayssière, Espessergues, Junelles, Ferrieu, Vayssac, Caumels, Briane, Comps, Mas Marcou, La Trémolière, Les Aubejoux...

### Communes limitrophes
Les communes limitrophes sont Calmont, Comps-la-Grand-Ville, Luc-la-Primaube, Le Monastère, Olemps, Pont-de-Salars, Sainte-Radegonde, Trémouilles et Le Vibal.

### Hydrographie

#### Réseau hydrographique

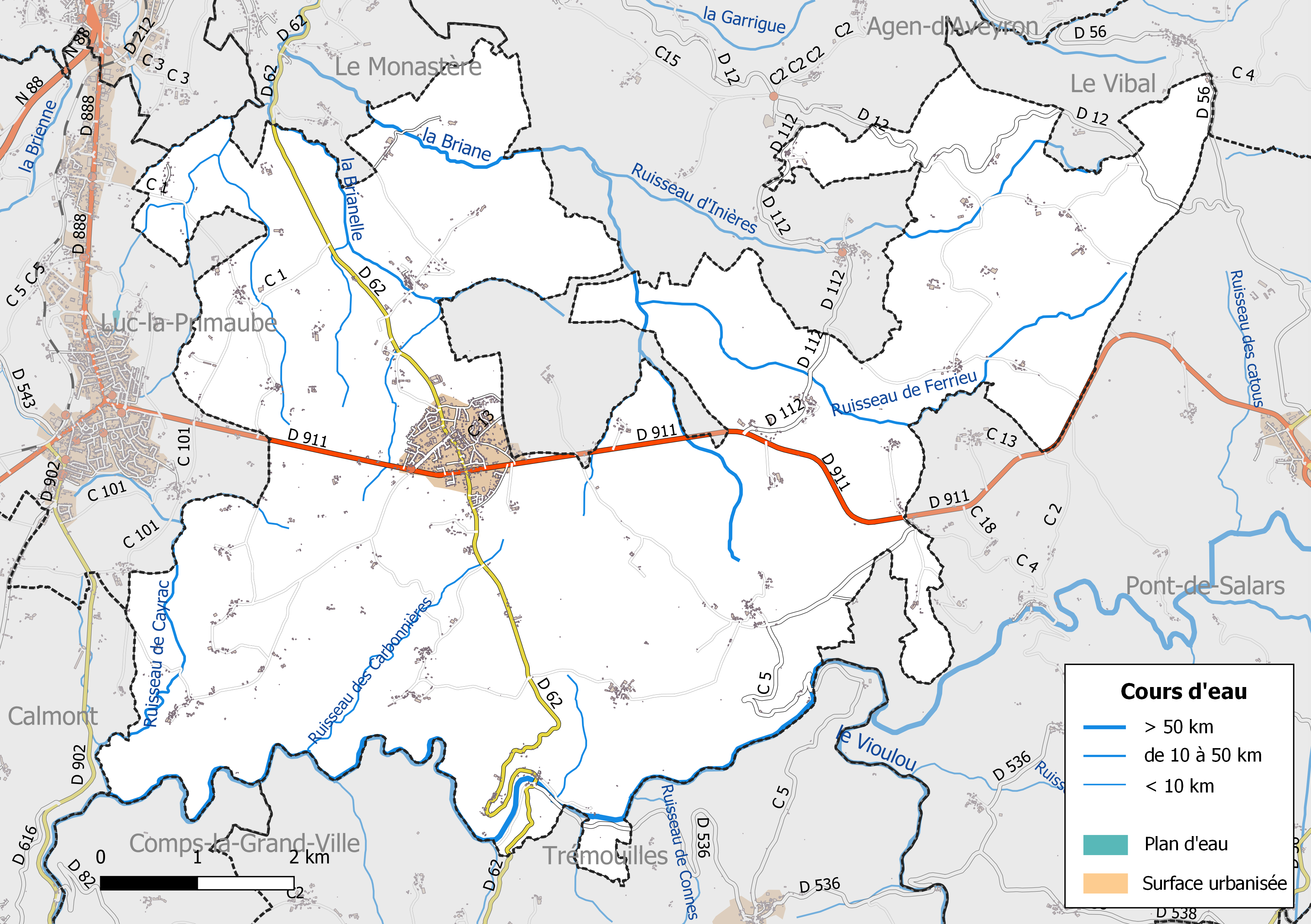
Réseaux hydrographique et routier de Flavin.

La commune est drainée par le Viaur, la Briane, le ruisseau de Cayrac, le ruisseau de Ferrieu, le ruisseau d'Inières, le ruisseau des Carbonnières, le ruisseau des Planquettes, par divers petits cours d'eau.
Le Viaur prend sa source à 1 086 m d’altitude dans la région naturelle du Lévézou qui présente un relief vallonné, dans la commune de Vézins-de-Lévézou pour confluer, après avoir parcouru environ 168 km, avec l'Aveyron à 146 m d’altitude en limite de Laguépie (Tarn-et-Garonne) et Saint-Martin-Laguépie (Tarn), après avoir arrosé 30 communes.
La Briane, d'une longueur totale de 11,7 km, prend sa source dans la commune de Flavin et se jette  dans l'Aveyron à Le Monastère, après avoir arrosé 3 communes.

#### Gestion des cours d'eau
Afin d’atteindre le bon état des eaux imposé par la Directive-cadre sur l'eau du 23 octobre 2000, plusieurs outils de gestion intégrée s’articulent à différentes échelles pour définir et mettre en œuvre un programme d’actions de réhabilitation et de gestion des milieux aquatiques : le SDAGE (Schéma directeur d'aménagement et de gestion des eaux), à l’échelle du bassin hydrographique, et le SAGE (Schéma d'aménagement et de gestion des eaux), à l’échelle locale. Ce dernier fixe les objectifs généraux d’utilisation, de mise en valeur et de protection quantitative et qualitative des ressources en eau superficielle et souterraine. Trois SAGE sont mis en oeuvre dans le département de l'Aveyron.
La commune fait partie du SAGE du bassin versant du Viaur, approuvé le 28 mars 2018, au sein du SDAGE Adour-Garonne. Le périmètre de ce SAGE couvre 89 communes, sur trois départements (Aveyron, Tarn et Tarn-et-Garonne),. Le pilotage et l’animation du SAGE sont assurés par l’établissement public d'aménagement et de gestion des eaux (EPAGE) du bassin du Viaur, une structure qui regroupe les établissements publics de coopération intercommunale à fiscalité propre (EPCI-FP) dont le territoire est inclus (en totalité ou partiellement) dans le bassin hydrographique du Viaur et les structures gestionnaires de l’alimentation en eau potable des populations et qui disposent d’une ressource sur le bassin versant du Viaur. Il correspond à l’ancien syndicat mixte du Bassin versant du Viaur,.

### Climat
Pour des articles plus généraux, voir Climat de l'Occitanie et Climat de l'Aveyron.
En 2010, le climat de la commune est de type climat océanique altéré, selon une étude s'appuyant sur une série de données couvrant la période 1971-2000. En 2020, Météo-France publie une typologie des climats de la France métropolitaine dans laquelle la commune est exposée à un climat de montagne et est dans la région climatique Sud-est du Massif Central, caractérisée par une pluviométrie annuelle de 1 000 à 1 500 mm, minimale en été, maximale en automne.
Pour la période 1971-2000, la température annuelle moyenne est de 10,4 °C, avec une amplitude thermique annuelle de 15,8 °C. Le cumul annuel moyen de précipitations est de 1 059 mm, avec 11,4 jours de précipitations en janvier et 6,9 jours en juillet. Pour la période 1991-2020, la température moyenne annuelle observée sur la station météorologique installée sur la commune est de 11,0 °C et le cumul annuel moyen de précipitations est de 902,2 mm,. Pour l'avenir, les paramètres climatiques de la commune estimés pour 2050 selon différents scénarios d'émission de gaz à effet de serre sont consultables sur un site dédié publié par Météo-France en novembre 2022.
| Mois                                  | jan.           | fév.          | mars           | avril         | mai           | juin         | jui.          | août        | sep.          | oct.          | nov.          | déc.           | année    |
| ------------------------------------- | -------------- | ------------- | -------------- | ------------- | ------------- | ------------ | ------------- | ----------- | ------------- | ------------- | ------------- | -------------- | -------- |
| Température minimale moyenne (°C)     | −0,4           | −0,7          | 1,8            | 4,2           | 7,5           | 11,3         | 12,8          | 12,7        | 9,7           | 7,6           | 3,2           | 0,4            | 5,8      |
| Température moyenne (°C)              | 3,2            | 3,4           | 6,7            | 9,6           | 13,2          | 17,5         | 19,5          | 19,3        | 15,8          | 12,3          | 7             | 4,1            | 11       |
| Température maximale moyenne (°C)     | 6,7            | 7,6           | 11,7           | 15            | 18,9          | 23,8         | 26,2          | 25,9        | 21,9          | 17            | 10,8          | 7,8            | 16,1     |
| Record de froid (°C) date du record   | −14,1 11.01.10 | −16 09.02.12  | −14,3 01.03.05 | −4,6 07.04.08 | −2,5 06.05.19 | 1,5 03.06.06 | 3,1 17.07.00  | 4 31.08.10  | −0,4 16.09.08 | −6,6 25.10.03 | −9,4 18.11.07 | −14,5 18.12.10 | −16 2012 |
| Record de chaleur (°C) date du record | 18,9 29.01.02  | 22,5 26.02.19 | 23,1 19.03.05  | 27 09.04.11   | 30,5 13.05.15 | 39 27.06.19  | 37,5 30.07.20 | 38 07.08.20 | 33,1 03.09.05 | 27,9 05.10.09 | 23,5 07.11.15 | 18 05.12.18    | 39 2019  |
| Précipitations (mm)                   | 81             | 56,3          | 62,5           | 87,7          | 92,3          | 61,9         | 54,7          | 67,6        | 80            | 83,9          | 88,7          | 85,6           | 902,2    |

### Milieux naturels et biodiversité

#### Sites Natura 2000

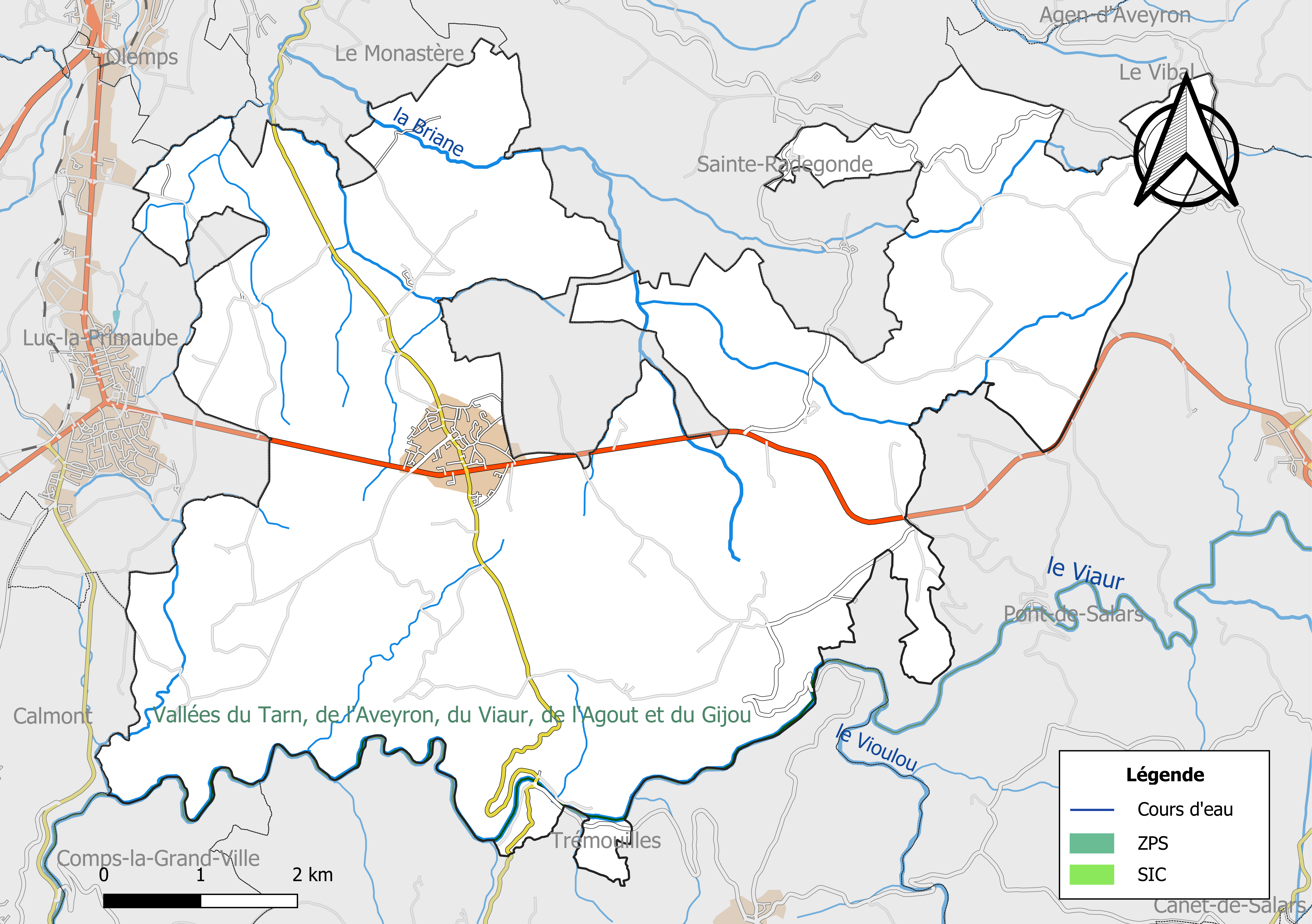
Sites Natura 2000 sur le territoire communal.

Le réseau Natura 2000 est un réseau écologique européen de sites naturels d’intérêt écologique élaboré à partir des Directives « Habitats » et « Oiseaux ». Ce réseau est constitué de Zones spéciales de conservation (ZSC) et de Zones de protection spéciale (ZPS). Dans les zones de ce réseau, les États Membres s'engagent à maintenir dans un état de conservation favorable les types d'habitats et d'espèces concernés, par le biais de mesures réglementaires, administratives ou contractuelles.
Un site Natura 2000 a été défini sur la commune au titre de la « directive Habitats » : 
Les « Vallées du Tarn, de l'Aveyron, du Viaur, de l'Agout et du Gijou », d'une superficie de 17 144 ha, s'étendent sur 136 communes dont 41 dans l'Aveyron, 8 en Haute-Garonne, 50 dans le Tarn et 37 dans le Tarn-et-Garonne. Elles présentent une très grande diversité d'habitats et d'espèces dans ce vaste réseau de cours d'eau et de gorges. La présence de la Loutre d'Europe et de la moule perlière d'eau douce est également d'un intérêt majeur.

#### Zones naturelles d'intérêt écologique, faunistique et floristique
L’inventaire des zones naturelles d'intérêt écologique, faunistique et floristique (ZNIEFF) a pour objectif de réaliser une couverture des zones les plus intéressantes sur le plan écologique, essentiellement dans la perspective d’améliorer la connaissance du patrimoine naturel national et de fournir aux différents décideurs un outil d’aide à la prise en compte de l’environnement dans l’aménagement du territoire.
Le territoire communal de Flavin comprend deux ZNIEFF de type 1,, 
les « Pentes de la Forêt des Brunes » (185,3 ha), couvrant 3 communes du département
et la « Rivière du Viaur » (697,7 ha), couvrant 18 communes dont 14 dans l'Aveyron et 4 dans le Tarn
et une ZNIEFF de type 2,, 
la « Vallée du Viaur et ses affluents » (27 587 ha), qui s'étend sur 56 communes dont 45 dans l'Aveyron, 10 dans le Tarn et 1 dans le Tarn-et-Garonne.

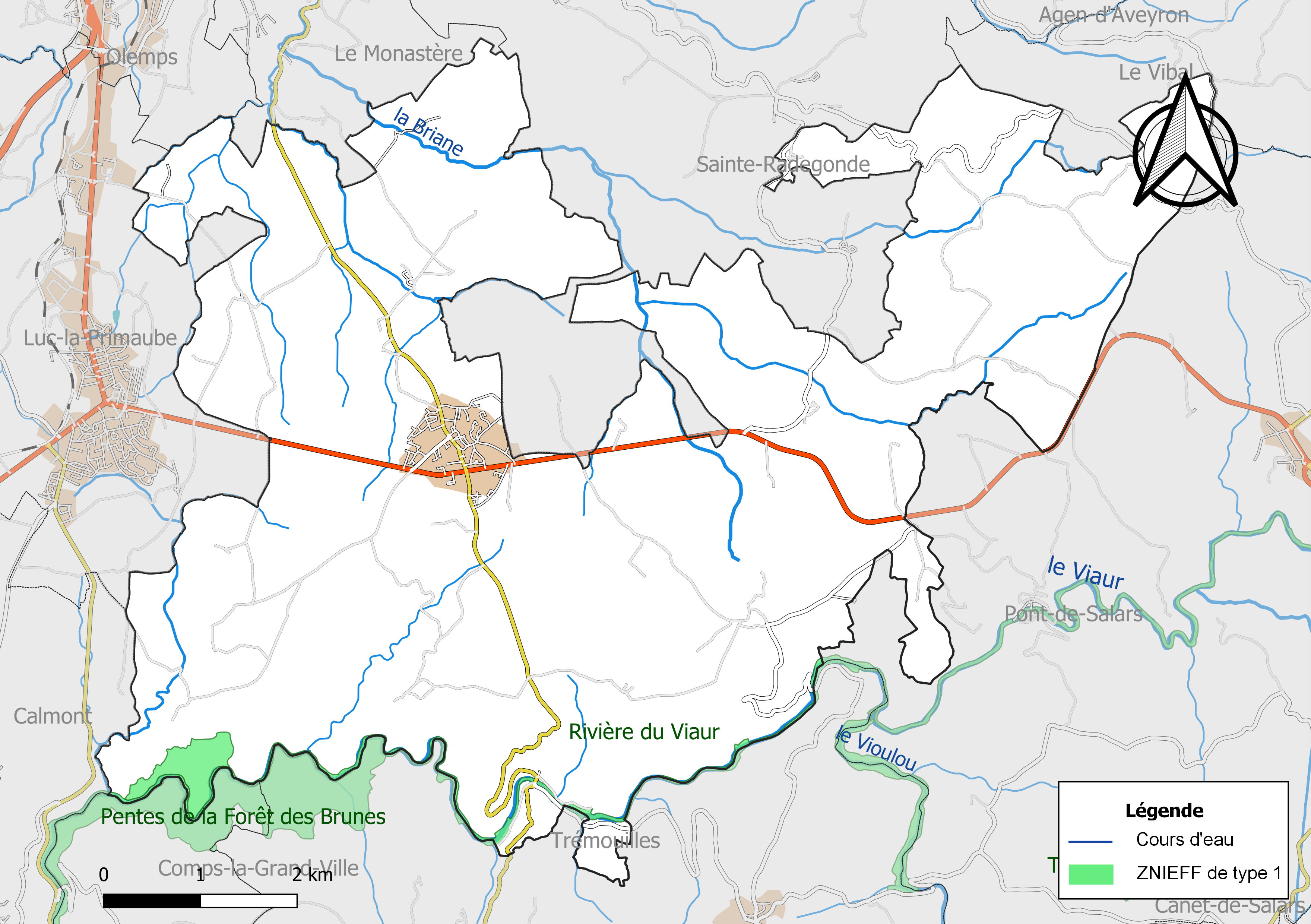
Carte des ZNIEFF de type 1 de la commune.
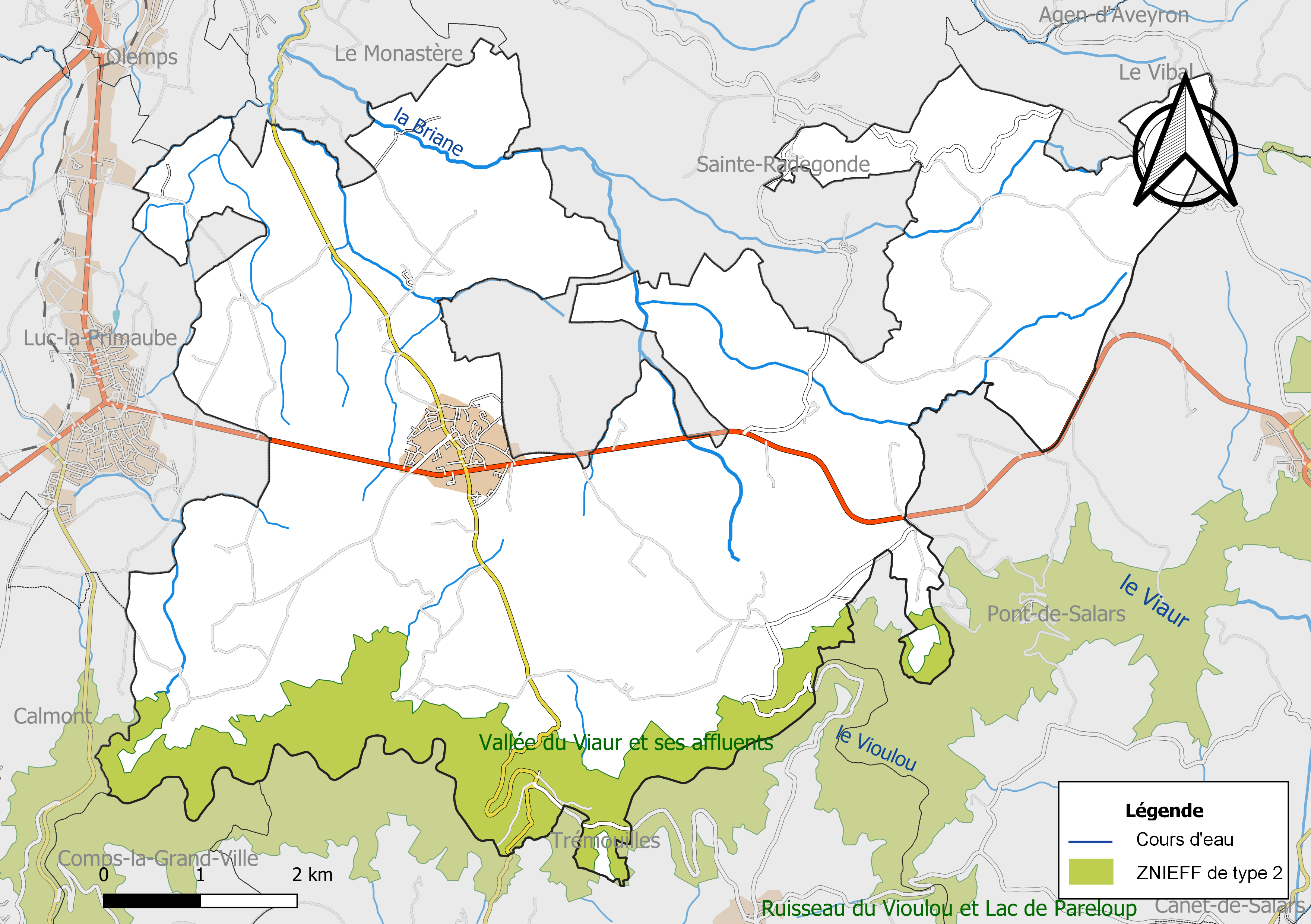
Carte de la ZNIEFF de type 2 de la commune.

## Urbanisme

### Typologie
Au 1er janvier 2024, Flavin est catégorisée bourg rural, selon la nouvelle grille communale de densité à 7 niveaux définie par l'Insee en 2022.
Elle est située hors unité urbaine. Par ailleurs la commune fait partie de l'aire d'attraction de Rodez, dont elle est une commune de la couronne,. Cette aire, qui regroupe 68 communes, est catégorisée dans les aires de 50 000 à moins de 200 000 habitants,.

### Occupation des sols

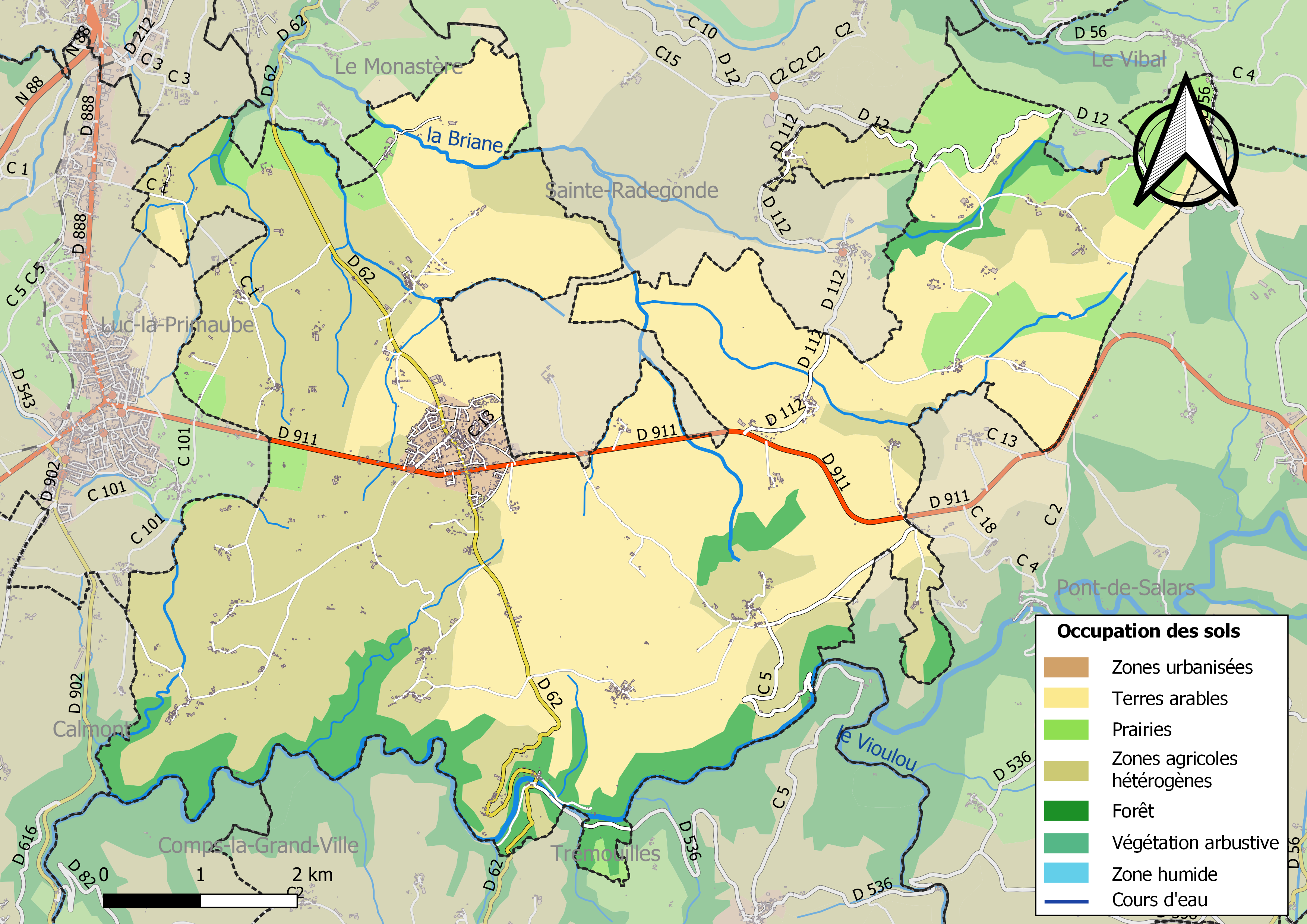
Infrastructures et occupation des sols de la commune de Flavin.

L'occupation des sols de la commune, telle qu'elle ressort de la base de données européenne d’occupation biophysique des sols Corine Land Cover (CLC), est marquée par l'importance des territoires agricoles (89 % en 2018), en diminution par rapport à 1990 (90 %). La répartition détaillée en 2018 est la suivante : 
terres arables (44,6 %), zones agricoles hétérogènes (36,2 %), forêts (9,1 %), prairies (8,1 %), zones urbanisées (2 %).

### Planification
La loi SRU du 13 décembre 2000 a incité fortement les communes à se regrouper au sein d’un établissement public, pour déterminer les partis d’aménagement de l’espace au sein d’un SCoT, un document essentiel d’orientation stratégique des politiques publiques à une grande échelle. La commune est dans le territoire du SCoT du Lévézou, prescrit en juin 2018. La structure porteuse est le Pôle d'équilibre territorial et rural du Lévézou, qui associe deux communautés de communes, notamment la communauté de communes du Pays de Salars, dont la commune est membre
La commune disposait en 2017 d'un plan local d'urbanisme approuvé. Le zonage réglementaire et le règlement associé peuvent être consultés sur le Géoportail de l'urbanisme.

### Risques majeurs
Le territoire de la commune de Flavin est vulnérable à différents aléas naturels : climatiques (hiver exceptionnel ou canicule), feux de forêts et séisme (sismicité faible).
Il est également exposé à deux risques technologiques, le transport de matières dangereuses et la rupture d'un barrage, et à un risque particulier, le risque radon,.

#### Risques naturels
Le Plan départemental de protection des forêts contre les incendies découpe le département de l’Aveyron en sept « bassins de risque » et définit une sensibilité des communes à l’aléa feux de forêt (de faible à très forte). La commune est classée en sensibilité faible.
Les mouvements de terrains susceptibles de se produire sur la commune sont liés au retrait-gonflement des argiles, conséquence d'un changement d'humidité des sols argileux. Les argiles sont capables de fixer l'eau disponible mais aussi de la perdre en se rétractant en cas de sécheresse. Ce phénomène peut provoquer des dégâts très importants sur les constructions (fissures, déformations des ouvertures) pouvant rendre inhabitables certains locaux. La carte de zonage de cet aléa peut être consultée sur le site de l'observatoire national des risques naturels Georisques

#### Risques technologiques
Le risque de transport de matières dangereuses sur la commune est lié à sa traversée par une route à fort trafic et une canalisation de transport de gaz. Un accident se produisant sur de telles infrastructures est en effet susceptible d’avoir des effets graves au bâti ou aux personnes jusqu’à 350 m, selon la nature du matériau transporté. Des dispositions d’urbanisme peuvent être préconisées en conséquence.
Dans le département de l'Aveyron on dénombre huit grands barrages susceptibles d’occasionner des dégâts en cas de rupture. La commune fait partie des 64 communes susceptibles d’être touchées par l’onde de submersion consécutive à la rupture d’un de ces barrages.

#### Risque particulier
Dans plusieurs parties du territoire national, le radon, accumulé dans certains logements ou autres locaux, peut constituer une source significative d’exposition de la population aux rayonnements ionisants. Toutes les communes du département sont concernées par le risque radon à un niveau plus ou moins élevé. Selon le dossier départemental des risques majeurs du département établi en 2013, la commune de Flavin est classée à risque moyen à élevé. Un décret du 4 juin 2018 a modifié la terminologie du zonage définie dans le code de la santé publique et a été complété par un arrêté du 27 juin 2018 portant délimitation des zones à potentiel radon du territoire français. La commune est désormais en zone 3, à savoir zone à potentiel radon significatif.

## Histoire
L'histoire économique de Flavin se caractérise principalement par la présence durant de nombreuses années de la "Laiterie", à savoir une importante fromagerie liée au fromage de Roquefort. Ne fonctionnant que quelques mois par an, la laiterie a fermé dans les années 1990 et est aujourd'hui remplacée par un laboratoire d'analyses médicales. L'immense bâtisse moderne est toujours visible à la sortie de Flavin, en direction du Monastère.
Dans un tout autre domaine, la statue en bronze de St Pierre, située sur la place du même nom, est l'objet d'une bien curieuse légende: d'après elle, le malheur s'abattra sur quiconque déplacera la statue.
Le 14 février 2000, la commune est le théâtre d'une tuerie : Jean-Marie Von Matt, marchand de biens en Floride, exécute d'une balle dans la tête Manuela Moulinier et sa fille chez elles. Il emporte le fils âgé de 5 semaines, l'abat dans sa voiture, incinère son corps dans la forêt, rentre chez lui aux États-Unis et se suicide. Il « aurait voulu, en tuant l'épouse et les deux enfants de Patrice Moulinier dans un délire mystique, se venger de celui qu'il avait lui-même poussé, quinze ans auparavant, à avoir une liaison avec sa femme ».

## Politique et administration

### Découpage territorial
La commune de Flavin est membre de la communauté de communes du Pays de Salars, un établissement public de coopération intercommunale (EPCI) à fiscalité propre créé le 31 décembre 1996 dont le siège est à Pont-de-Salars. Ce dernier est par ailleurs membre d'autres groupements intercommunaux.
Sur le plan administratif, elle est rattachée à l'arrondissement de Millau, au département de l'Aveyron et à la région Occitanie. Sur le plan électoral, elle dépend du  canton du Nord-Lévezou pour l'élection des conseillers départementaux, depuis le redécoupage cantonal de 2014 entré en vigueur en 2015, et de la troisième circonscription de l'Aveyron  pour les élections législatives, depuis le dernier découpage électoral de 2010.

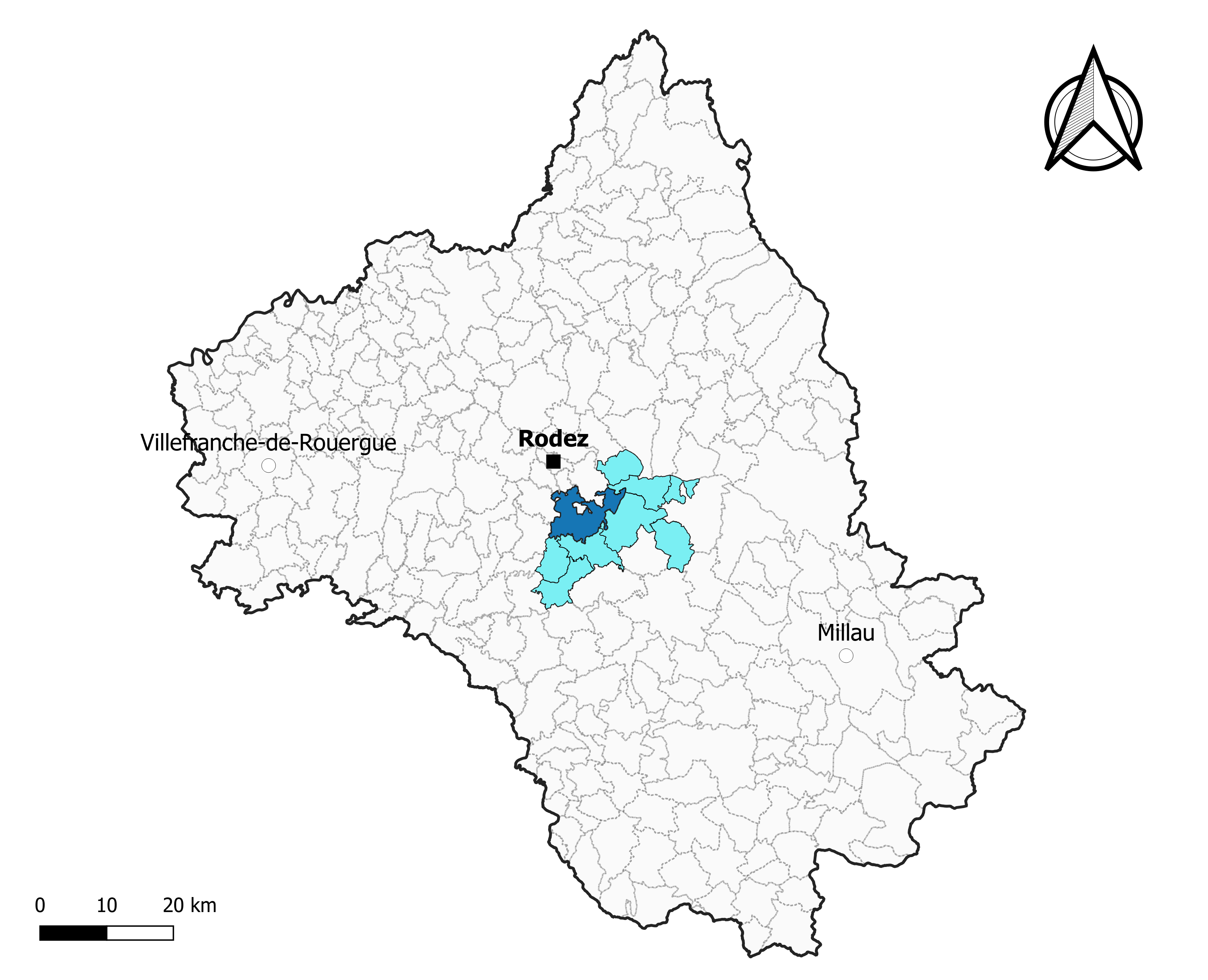
Flavin dans l'intercommunalité en 2020.
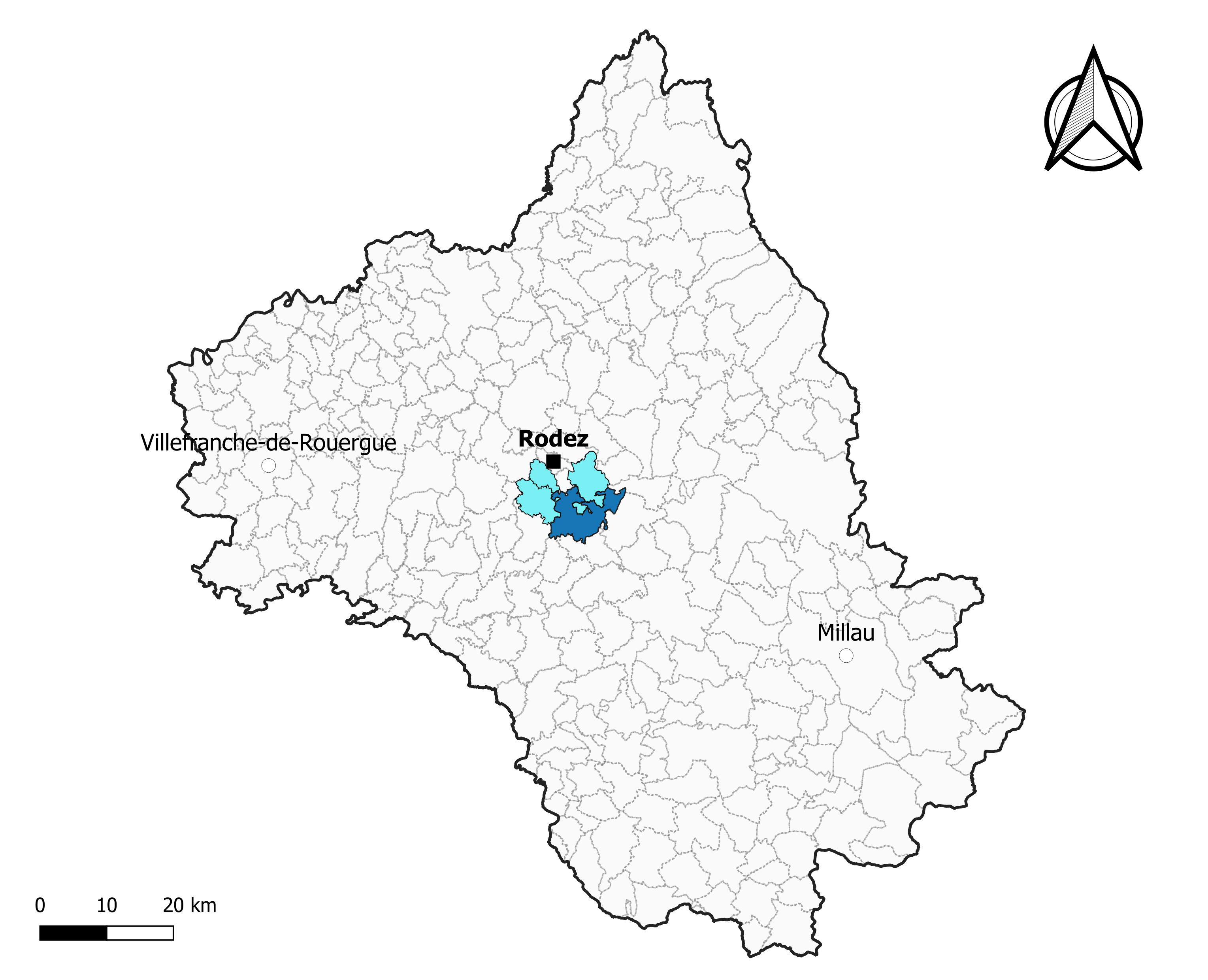
Flavin dans le canton du Nord-Lévezou en 2020.
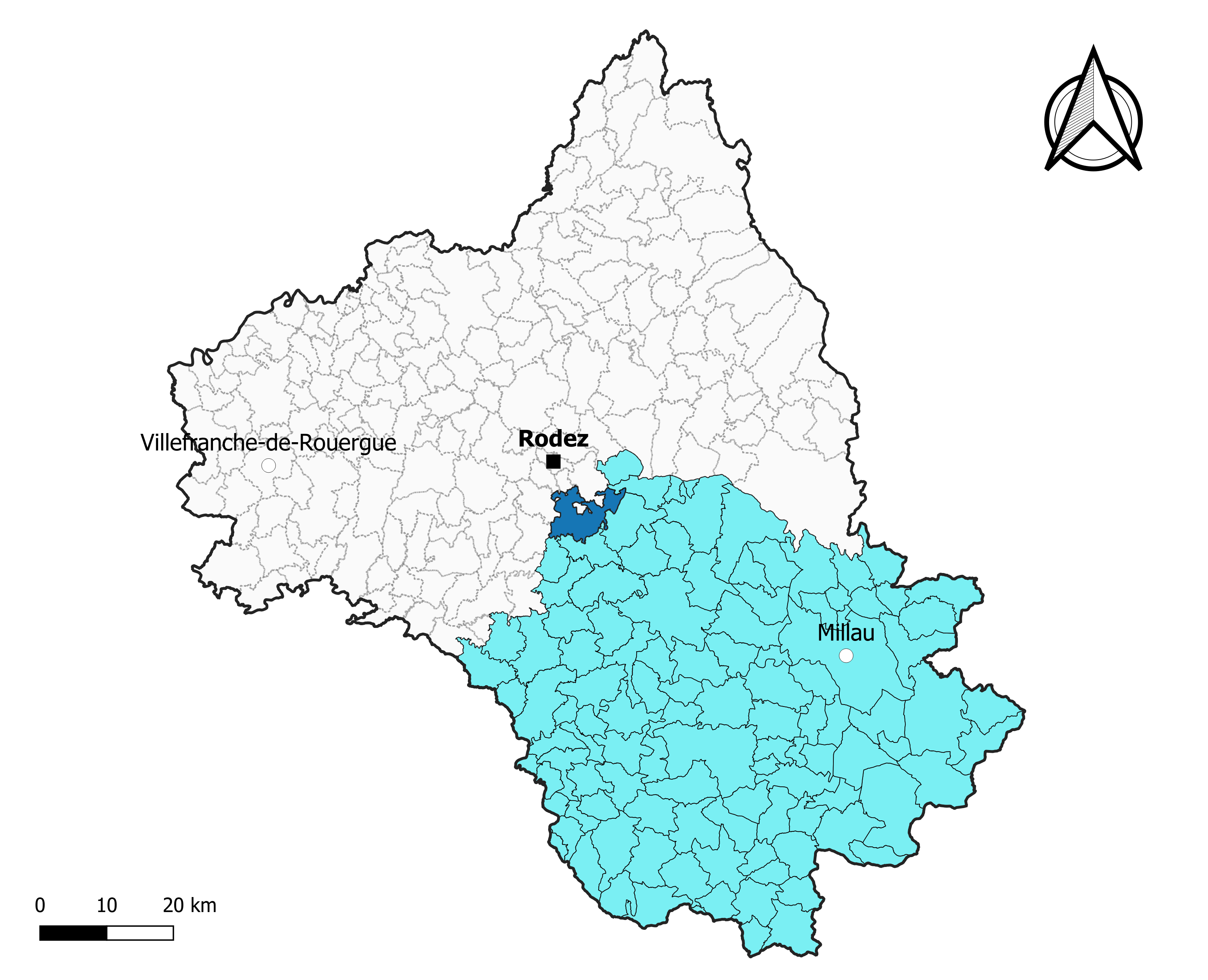
Flavin dans l'arrondissement de Millau en 2020.

### Élections municipales et communautaires

#### Élections de 2020
Le conseil municipal de Flavin, commune de plus de 1 000 habitants, est élu au scrutin proportionnel de liste à deux tours (sans aucune modification possible de la liste), pour un mandat de six ans renouvelable. Compte tenu de la population communale, le nombre de sièges à pourvoir lors des élections municipales de 2020 est de 19. Les dix-neuf conseillers municipaux sont élus au premier tour avec un taux de participation de 37,64 %, issus de la seule liste candidate, conduite par Hervé Costes. Hervé Costes, maire sortant, est réélu pour un nouveau mandat le 25 mai 2020.
Les sept sièges attribués à la commune au sein du conseil communautaire de la communauté de communes du Pays de Salars sont alloués à la liste de Hervé Costes.

#### Liste des maires
| Période                                  | Période  | Identité      | Étiquette | Qualité      |
| ---------------------------------------- | -------- | ------------- | --------- | ------------ |
| 1971                                     | 1983     | Paul Blanc    |           |              |
| 1983                                     | 2001     | André Veyrac  |           |              |
| mars 2001                                | 2014     | André Ferrier |           |              |
| mars 2014                                | En cours | Hervé Costes  | DVD       | Cadre        |
| mars 2014                                | en cours | Hervé Costes, |           | Ancien cadre |
| Les données manquantes sont à compléter. |          |               |           |              |

## Population et société

### Démographie
L'évolution du nombre d'habitants est connue à travers les recensements de la population effectués dans la commune depuis 1793. Pour les communes de moins de 10 000 habitants, une enquête de recensement portant sur toute la population est réalisée tous les cinq ans, les populations de référence des années intermédiaires étant quant à elles estimées par interpolation ou extrapolation. Pour la commune, le premier recensement exhaustif entrant dans le cadre du nouveau dispositif a été réalisé en 2006.

En 2022, la commune comptait 2 376 habitants, en évolution de +2,9 % par rapport à 2016 (Aveyron : +0,37 %, France hors Mayotte : +2,11 %).
| 1793  | 1800  | 1806  | 1821  | 1831  | 1836  | 1841  | 1846  | 1851  |
| ----- | ----- | ----- | ----- | ----- | ----- | ----- | ----- | ----- |
| 1 207 | 1 270 | 2 239 | 2 315 | 1 255 | 1 342 | 1 359 | 1 450 | 1 456 |

| 1856  | 1861  | 1866  | 1872  | 1876  | 1881  | 1886  | 1891  | 1896  |
| ----- | ----- | ----- | ----- | ----- | ----- | ----- | ----- | ----- |
| 1 379 | 1 332 | 1 363 | 1 436 | 1 415 | 1 491 | 1 403 | 1 496 | 1 490 |

| 1901  | 1906  | 1911  | 1921  | 1926  | 1931  | 1936  | 1946  | 1954  |
| ----- | ----- | ----- | ----- | ----- | ----- | ----- | ----- | ----- |
| 1 496 | 1 542 | 1 525 | 1 385 | 1 338 | 1 238 | 1 312 | 1 262 | 1 203 |

| 1962  | 1968  | 1975  | 1982  | 1990  | 1999  | 2006  | 2011  | 2016  |
| ----- | ----- | ----- | ----- | ----- | ----- | ----- | ----- | ----- |
| 1 179 | 1 118 | 1 167 | 1 626 | 1 827 | 1 936 | 2 131 | 2 277 | 2 309 |

| 2021  | 2022  | - | - | - | - | - | - | - |
| ----- | ----- | - | - | - | - | - | - | - |
| 2 370 | 2 376 | - | - | - | - | - | - | - |

### Commerces
Flavin dispose d'une agence postale, d'un bureau de tabac, d'une boulangerie, d'un restaurant (le Planol).

### Santé
Flavin héberge plusieurs médecins, une pharmacie, des infirmières, une psychologue clinicienne.

### Sports
Les associations flavinoises sont très actives. On retiendra la JSL (Jeunesse sportive Lévezou). concernant le football. Il y a un club de gym de haut niveau départemental et régional, l'Envol. Il y a aussi un club de karaté, un club de quilles de huit, de badminton, de marche, de danses traditionnelles, un club de gym entretien pour adultes, un club de gym éveil pour enfants : Frimousses, une halte-jeux, un centre de loisirs, deux clubs de pétanque, un centre équestre (la Brianelle, à la Vayssière) et bien d'autres.

## Économie

### Revenus
En 2018  (données Insee publiées en septembre 2021), la commune compte 1 013 ménages fiscaux, regroupant 2 461 personnes. La médiane du revenu disponible par unité de consommation est de 22 900 € (20 640 € dans le département). 54 % des ménages fiscaux sont imposés ( % dans le département).

### Emploi
| Division       | 2008  | 2013  | 2018  |
| -------------- | ----- | ----- | ----- |
| Commune        | 3,2 % | 2,9 % | 4,1 % |
| Département    | 5,4 % | 7,1 % | 7,1 % |
| France entière | 8,3 % | 10 %  | 10 %  |

En 2018, la population âgée de 15 à 64 ans s'élève à 1 449 personnes, parmi lesquelles on compte 80,9 % d'actifs (76,7 % ayant un emploi et 4,1 % de chômeurs) et 19,1 % d'inactifs,. Depuis 2008, le taux de chômage communal (au sens du recensement) des 15-64 ans est inférieur à celui de la France et du département.
La commune fait partie de la couronne de l'aire d'attraction de Rodez, du fait qu'au moins 15 % des actifs travaillent dans le pôle,. Elle compte 523 emplois en 2018, contre 550 en 2013 et 395 en 2008. Le nombre d'actifs ayant un emploi résidant dans la commune est de 1 122, soit un indicateur de concentration d'emploi de 46,7 % et un taux d'activité parmi les 15 ans ou plus de 63,2 %.
Sur ces 1 122 actifs de 15 ans ou plus ayant un emploi, 276 travaillent dans la commune, soit 25 % des habitants. Pour se rendre au travail, 86,5 % des habitants utilisent un véhicule personnel ou de fonction à quatre roues, 0,1 % les transports en commun, 4 % s'y rendent en deux-roues, à vélo ou à pied et 9,4 % n'ont pas besoin de transport (travail au domicile).

### Activités hors agriculture

#### Secteurs d'activités
175 établissements sont implantés  à Flavin au 31 décembre 2019. Le tableau ci-dessous en détaille le nombre par secteur d'activité et compare les ratios avec ceux du département,.
| Secteur d'activité                                                                                        | Commune | Commune | Département |
| Secteur d'activité                                                                                        | Nombre  | %       | %           |
| --- | ------- | ------- | ----------- |
| Ensemble                                                                                                  | 175     | 100 %   | (100 %)     |
| Industrie manufacturière, industries extractives et autres                                                | 32      | 18,3 %  | (17,7 %)    |
| Construction                                                                                              | 40      | 22,9 %  | (13 %)      |
| Commerce de gros et de détail, transports, hébergement et restauration                                    | 27      | 15,4 %  | (27,5 %)    |
| Information et communication                                                                              | 1       | 0,6 %   | (1,5 %)     |
| Activités financières et d'assurance                                                                      | 6       | 3,4 %   | (3,4 %)     |
| Activités immobilières                                                                                    | 11      | 6,3 %   | (4,2 %)     |
| Activités spécialisées, scientifiques et techniques et activités de services administratifs et de soutien | 26      | 14,9 %  | (12,4 %)    |
| Administration publique, enseignement, santé humaine et action sociale                                    | 22      | 12,6 %  | (12,7 %)    |
| Autres activités de services                                                                              | 10      | 5,7 %   | (7,8 %)     |

Le secteur de la construction est prépondérant sur la commune puisqu'il représente 22,9 % du nombre total d'établissements de la commune (40 sur les 175 entreprises implantées  à Flavin), contre 13 % au niveau départemental.

#### Entreprises
Les quatre entreprises ayant leur siège social sur le territoire communal qui génèrent le plus de chiffre d'affaires en 2020 sont : 
- Wcmi-Sodepol, dépollution et autres services de gestion des déchets (3 687 k€)
- Agri Tech Elevage, commerce de gros (commerce interentreprises) de matériel agricole (3 185 k€)
- 2 A Desamiantage, dépollution et autres services de gestion des déchets (867 k€)
- Mas Marcou Solaire, production d'électricité (27 k€)

### Agriculture
La commune est dans le Levezou, une petite région agricole située dans le centre de l'Aveyron et constituée d'un haut plateau cristallin. En 2020, l'orientation technico-économique de l'agriculture  sur la commune est l'élevage d'ovins ou de caprins.
|               | 1988  | 2000  | 2010  | 2020  |
| ------------- | ----- | ----- | ----- | ----- |
| Exploitations | 118   | 94    | 93    | 87    |
| SAU (ha)      | 4 121 | 4 208 | 4 186 | 4 152 |

Le nombre d'exploitations agricoles en activité et ayant leur siège dans la commune est passé de 118 lors du recensement agricole de 1988  à 94 en 2000 puis à 93 en 2010 et enfin à 87 en 2020, soit une baisse de 26 % en 32 ans. Le même mouvement est observé à l'échelle du département qui a perdu pendant cette période 51 % de ses exploitations,. La surface agricole utilisée sur la commune a quant à elle augmenté, passant de 4 121 ha en 1988 à 4 152 ha en 2020. Parallèlement la surface agricole utilisée moyenne par exploitation a augmenté, passant de 35 à 48 ha.

## Culture locale et patrimoine

### Lieux et monuments
- La partie subsistante de église Saint-Pierre est classée au titre des monuments historiques[58] notamment son clocher, son chevet et ses peintures murales. Construite au XIVe siècle, il ne subsiste que le chevet et le clocher qui le surmonte.
- Les moulins et autres vestiges de pont autour du Viaur.
- La voie romaine qui traverse la commune et traverse le Viaur.
- Église Saint-Pierre de Flavin.

### Personnalités liées à la commune
- Bernard de La Roche-Flavin (1552-1627), conseiller au parlement de Toulouse, arrêtiste, seigneur de Flavin.
- André Colomb (Flavin 1910- Rodez 1981), Lieutenant Colonel de Cavalerie. Il commandait, en tant que capitaine, le 1er escadron du 8e régiment de Cuirassiers lors de la libération du village d'Écueillé dans l'Indre le 25 août 1944 lors de laquelle son régiment fait 40 prisonniers allemands[59]. Il a rédigé en 1970 un ouvrage sur l'histoire de la commune de Flavin. Sa famille est originaire de Flavin au Terrail (dont son aïeul Camille Marie Jean Justin COLOMB maire de Flavin de 1830 à 1843 et de 1851 à 1861).